# Rudy Matthijs
Rudy Matthijs (Eeklo, 3 marzo 1959) è un ex ciclista su strada belga, professionista dal 1981 al 1988 e vincitore di quattro tappe al Tour de France.

## Carriera
Professionista dal 1981 al 1988, riuscì ad imporsi in quattro tappe del Tour de France, tre delle quali nell'edizione 1985, e in alcune corse minori.

## Palmarès
- 1981 (Fangio, due vittorie)

Omloop Schelde-Durme
4ª tappa, 2ª semitappa Vuelta a Aragón
- 1982 (Boule d'Or, due vittorie)

Grand Prix de Fourmies
Grote Prijs Jef Scherens
- 1983 (Boule d'Or, quattro vittorie)

3ª tappa Tour de France (Valenciennes > Roubaix)
Ronde van Limburg
2ª tappa Tour de Luxembourg
Leeuwse Pijl
- 1984 (Splendor, quattro vittorie)

Kampioenschap van Vlaanderen
5ª tappa, 1ª semitappa Quatre Jours de Dunkerque
2ª tappa Tour de Luxembourg
4ª tappa Tour de Luxembourg
- 1985 (Hitachi, sette vittorie)

1ª tappa Tour de France (Vannes > Lanester)
2ª tappa Tour de France (Lorient > Vitré)
22ª tappa Tour de France (Orléans > Parigi)
6ª tappa Tour de Suisse
5ª tappa Vuelta a Aragón
1ª tappa Quatre Jours de Dunkerque
3ª tappa Quatre Jours de Dunkerque

## Piazzamenti

### Grandi Giri
- Tour de France

1983: ritirato (10ª tappa)
1984: ritirato (10ª tappa)
1985: 135º

### Classiche monumento
- Giro delle Fiandre

1981: 17º
1984: 5º
- Parigi-Roubaix

1984: 10º